# Roketsan
Roketsan Roket Sanayii ve Ticaret A.S. — турецкая военно-промышленная компания, специализирующаяся на ракетном вооружении. 

## Деятельность
Roketsan производит широкую гамму неуправляемых ракет, управляемых ракет с лазерным и инфракрасным наведением типа Cirit и UMTAS. Компания производит подсистемы для ракет Stinger и Rapier, а также продукцию двойного назначения.

## Продукция
| Баллистические ракеты | Баллистические ракеты | Баллистические ракеты |
| --------------------- | --------------------- | --------------------- |
| Название              | Тип                   | Дальность, км         |
| J-600T Yıldırım       | Тактическая ракета    | 150                   |
| Bora                  | Тактическая ракета    | 280                   |
| Tayfun                | БРМД                  | 561+                  |
| Cenk                  | БРСД                  | 1000+                 |

| ПВО      | ПВО               | ПВО           | ПВО               |
| -------- | ----------------- | ------------- | ----------------- |
| Название | Тип               | Дальность, км | Высота            |
| Hisar A+ | Малой дальности   | от 2 до 15    | от 30 м до 8 км   |
| Hisar O+ | Средней дальности | от 3 до 25    | от 50 м до 15 км  |
| Siper    | Большой дальности | от 30 до 100+ | от 100 м до 20 км |
| Sungur   | ПЗРК              | до 8          | до 4 км           |

| Противотанковые комплексы | Противотанковые комплексы | Противотанковые комплексы | Противотанковые комплексы |
| ------------------------- | ------------------------- | ------------------------- | ------------------------- |
| Название                  | Тип                       | Дальность, км             | Масса, кг                 |
| Karaok                    | ПТРК                      | 2.5                       | 16                        |

| Противокорабельные/крылатые ракеты | Противокорабельные/крылатые ракеты | Противокорабельные/крылатые ракеты | Противокорабельные/крылатые ракеты |
| ---------------------------------- | ---------------------------------- | ---------------------------------- | ---------------------------------- |
| Название                           | Тип                                | Дальность, км                      | Скорость                           |
| Atmaca                             | Противокорабельная ракета          | 250                                | 0.85 - 0.90М                       |
| SOM                                | Крылатая ракета                    | 275                                | 0.94                               |